# シーザーズ
シーザーズ（Caesars）は、スウェーデン出身の4人組ロック・バンド。
1995年に結成。1998年に、トゥエルヴ・シーザーズとしてアルバムを発表。その後、シーザーズ・パレスと名乗っていたが、アメリカのラスベガスにシーザーズ・パレスというカジノがあるため、アメリカではシーザーズ名義で作品がリリースされるようになり、結果的にこの名前がバンド名として定着することになった。
iPodのテレビCMで使用された「Jerk It Out」などにより、日本でもその名を広く知られるようになった。「Jerk It Out」は、アルバム『39 Minutes of Bliss（In an Otherwise Meaningless World）』と『ペイパー・タイガーズ』に収録されている。
2012年に解散。2017年に再結成するが、2019年に再び解散している。

## 来歴
1995年結成。幼馴染みのシーザー・ヴィダルとジャック・アーランドがバンドを結成。当初は冗談で作ったバンドだったらしい。デヴィッド・リンクヴィストとジェーンズ・オルヘハイムが参加した。
2000年、ドラムのジェーンズに代わりニーノ・ケラーが加入。

## メンバー

### 最終ラインナップ
- ジャック・アーランド（Joakim Åhlund）ギター、ボーカル (1995年–2012年、2017年–2019年)
- シーザー・ヴィダル（César Vidal）ギター、リードボーカル (1995年–2012年、2017年–2019年)
- デイヴィッド・リンクヴィスト（David Lindquist）ベース (1996年–2012年、2017年–2019年)
- ニーノ・ケラー（Nino Keller）ドラム (2000年–2012年、2017年–2019年)

### 旧メンバー
- ジェーンズ・オルヘハイム（Jens Örjenheim）ドラム (1998年–2000年)

## ディスコグラフィ

### スタジオ・アルバム
- Youth Is Wasted on the Young (1998年) ※Twelve Caesars名義
- Cherry Kicks (2000年) ※Caesars Palace名義
- Love for the Streets (2002年) ※Caesars Palace名義
- 『ペイパー・タイガーズ』 - Paper Tigers (2005年)
- 『ストロベリー・ウィード』 - Strawberry Weed (2008年)

### コンピレーション・アルバム
- 『39 Minutes Of Bliss (In An Otherwise Meaningless World)』 - 39 Minutes Of Bliss (In An Otherwise Meaningless World) (2003年)
- ¡Rock De Puta Mierda! (2019年) ※Caesars Palace名義

### EP
- Shake It (1995年)
- Rock De Puta Mierda (1996年)

### シングル
- "Kick You Out" (1998年)
- "Sort It Out" (1998年)
- "From the Bughouse" / "Punkrocker" (Original version) / "Love Bubble" (2000年)
- "Crackin' Up" (2000年)
- "Fun 'n' Games" (2000年)
- "Jerk It Out" / "Out of My Hands" / "She's a Planet" (2002年)
- "Over 'fore It Started" / "Sparky" (2002年)
- "Candy Kane" / "Artificial Gravity" (2002年)
- "Get Off My Cloud" (ローリング・ストーンズのカバー)/ "Bound and Dominated" LP-single from Dolores singelklubb 300EX (2002年)
- "Jerk It Out" (2003年)
- "We Got to Leave" / "Longer We Stay Together" (2005年)
- "Paper Tigers" / "Up All Night" (2005年)
- "It's Not the Fall That Hurts" (2005年)
- "No Tomorrow" / "Every Road Leads to Home" (2007年)
- "Boo Boo Goo Goo" (2008年)